# Дарне (лунный кратер)
Кратер Дарне (лат. Darney) — маленький ударный кратер в южной части Моря Познанного на видимой стороне Луны. Название присвоено в честь французского астронома Морис Дарне (1882—1958) и утверждено Международным астрономическим союзом в 1935 г.

## Описание кратера

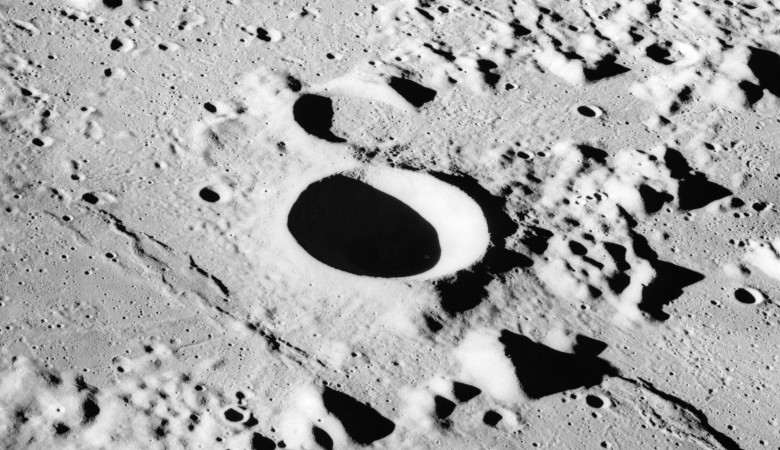
Снимок кратера с борта Аполлона-16. Север в нижней части снимка.

Ближайшими соседями кратера являются кратер Эригон на западе, кратер Норман на западе-северо-западе, кратер Эвклид на северо-западе, кратер Койпер на севере-северо-востоке, кратеры Бонплан и Толанский на северо-востоке, кратер Герике на востоке-северо-востоке, кратер Опельт на востоке-юго-востоке, кратер Любинецкий на юге и кратер Агатархид на юго-востоке. На северо-западе от кратера находятся Рифейские горы и Океан Бурь, на севере Море Познанное, на северо-востоке гряда Геттарда, на востоке борозды Опельта, на юго-востоке Море Облаков, на юго-западе Море Влажности. Селенографические координаты центра кратера 14°37′ ю. ш. 23°34′ з. д. / 14,61° ю. ш. 23,57° з. д., диаметр 14,8 км, глубина 2,62 км.
Кратер имеет циркулярную чашеобразную форму с небольшим участком плоского дна. К северо-западу от кратера поверхность Моря Познанного пересечена рядом холмов и возвышений, на юге к кратеру примыкает полукольцевой хребет, вероятно останки древнего кратера. Вал кратера с острой кромкой, практически не затронут разрушением. Высота вала над окружающей местностью достигает 560 м. Альбедо внутренней части кратера значительно выше, чем у окружающей местности. Кратер является центром небольшой системы лучей, простирающихся на расстояние до 110 км и включен в список кратеров с яркой системой лучей Ассоциации лунной и планетарной астрономии (ALPO). Кроме этого он включен в список кратеров с темными радиальными полосами на внутреннем склоне Ассоциации лунной и планетарной астрономии (ALPO).
По морфологическим признакам кратер относится к типу BIO (по названию типичного представителя этого класса — кратера Био).

## Сателлитные кратеры
| Дарне | Координаты                                            | Диаметр, км |
| ----- | ----------------------------------------------------- | ----------- |
| B     | 14°49′ ю. ш. 26°26′ з. д. / 14,82° ю. ш. 26,43° з. д. | 3,6         |
| C     | 14°08′ ю. ш. 26°02′ з. д. / 14,14° ю. ш. 26,04° з. д. | 12,8        |
| D     | 14°31′ ю. ш. 27°04′ з. д. / 14,51° ю. ш. 27,06° з. д. | 4,8         |
| E     | 12°26′ ю. ш. 25°26′ з. д. / 12,43° ю. ш. 25,44° з. д. | 4,3         |
| F     | 13°19′ ю. ш. 26°28′ з. д. / 13,32° ю. ш. 26,46° з. д. | 3,9         |
| J     | 14°21′ ю. ш. 21°27′ з. д. / 14,35° ю. ш. 21,45° з. д. | 6,0         |

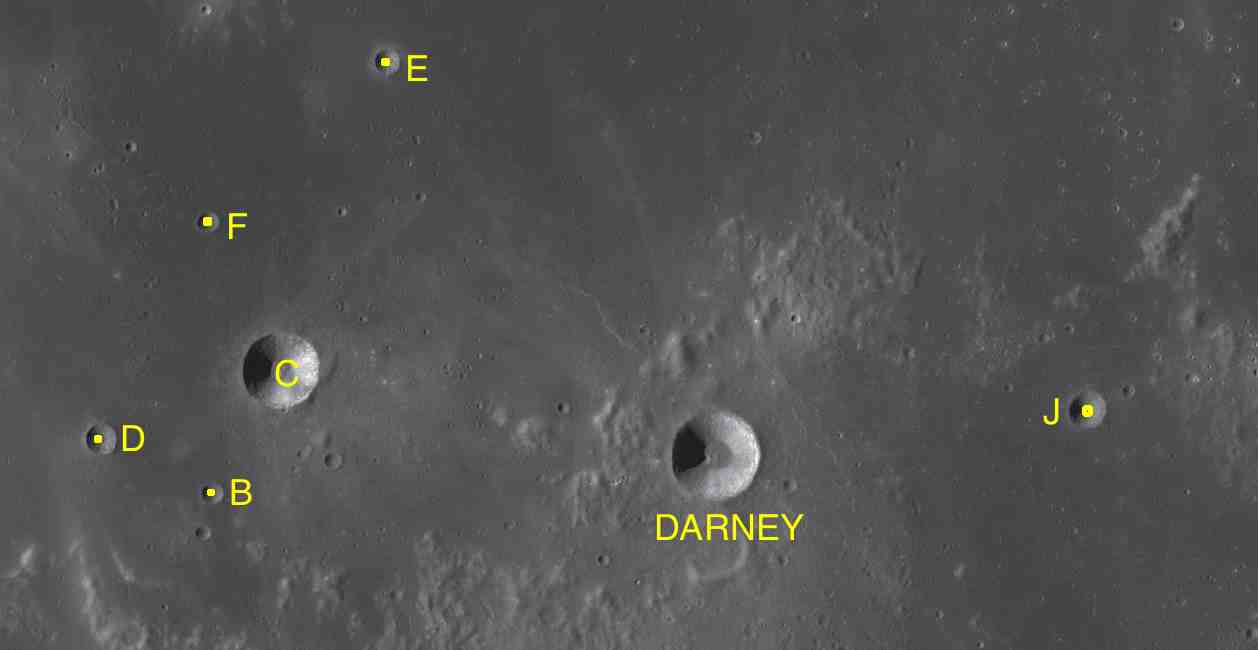
Фрагмент карты LAC-94.

- Сателлитные кратеры Дарне C, D, E и J включены в список кратеров с яркой системой лучей Ассоциации лунной и планетарной астрономии (ALPO)[5].

- В сателлитном кратере Дарне C В зарегистрированы термальные аномалии во время лунных затмений. Это явление объясняется небольшим возрастом кратера и отсутствием достаточного слоя реголита, оказывающего термоизолирующее действие. Явление характерно для большинства молодых кратеров.

- Сателлитный кратер Дарне C можно встретить в некоторых старых публикациях под наименованием кратер Пьеро (лат. Pierot), однако Международный астрономический союз не утвердил это название.